# Хантер, Линда
Линда Элизабет Хантер (англ. Linda Elisabeth Hunter; род. 10 декабря 1963) — зимбабвийская легкоатлетка, выступавшая в марафонском беге. Участница летних Олимпийских игр 1988 года.

## Биография
Линда Хантер родился 10 декабря 1963 года.
В 1988 году вошла в состав сборной Зимбабве на летних Олимпийских играх в Сеуле. В марафонском беге заняла 55-е место, показав результат 2 часа 53 минуты 17 секунд и уступив 27 минут 37 секунд завоевавшей золото Розе Мота из Португалии.
В 1990 году участвовала в Играх Содружества в Окленде. В марафонском беге заняла предпоследнее, 13-е место (2:52.52).

## Личный рекорд
- Марафон — 2:52.52 (31 января 1990, Окленд)[3]